# Ari Fleischer

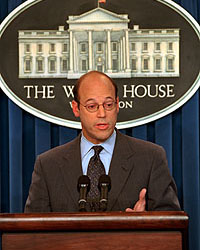
Ari Fleischer bei einer Pressekonferenz im Weißen Haus

Lawrence Ari Fleischer (* 13. Oktober 1960 in New York City) ist ein US-amerikanischer Spezialist für Public Relations und ehemaliger Pressesprecher des Weißen Hauses unter Präsident George W. Bush (White House Press Secretary).

## Leben
Fleischer ist der Sohn einer ungarisch-jüdischen Mutter, die 1939 Ungarn verließ; Familienmitglieder kamen im Holocaust um. Nach seinem Highschool-Abschluss 1978 machte er 1982 am Middlebury College einen Abschluss in Politikwissenschaft und arbeitete anschließend als Pressesprecher für verschiedene republikanische Politiker.
1992 unterstützte er als stellvertretender Leiter für Kommunikation die erfolglose Wiederwahlkampagne Präsident George Bushs. Im Präsidentschaftswahlkampf 2000 gehörte er dann zum Stab von dessen Sohn George W. Bush, der ihn nach seinem Wahlsieg zum Pressesprecher ernannte. 

### Pressesprecher der US-Regierung (2001 bis 2003)
Als Pressesprecher der Regierung Bush fiel Fleischer die Aufgabe zu, die Politik der Regierung gegenüber der amerikanischen und internationalen Presse, zumal während der täglichen Pressekonferenzen im Weißen Haus, zu vertreten. Zentrale Ereignisse, die in seine Amtszeit fielen waren die Terroranschläge am 11. September 2001 und der hierauf folgende Krieg in Afghanistan seit 2001 sowie, während der letzten Monate seiner Amtszeit, die Rechtfertigung der Vorbereitungen der US-Regierung für eine militärische Intervention im Irak und für die dann, 2003, tatsächlich erfolgende Invasion im Irak. Fleischer stand als Pressesprecher im Mittelpunkt der Außenkommunikation der im Zusammenhang mit diesen Ereignissen anfallenden Schritte, Maßnahmen und Entscheidungen der US-Regierung, wobei zumal der Begründung für den Irakkrieg gegenüber der Öffentlichkeit, an der er intensiv beteiligt war, viel Aufmerksamkeit zuteilwurde.
In seiner Eigenschaft als Pressesprecher der Regierung Bush war Fleischer im Jahr 2002 und zu Beginn des Jahres 2003 einer der in den amerikanischen Medien sichtbarsten Befürworter einer amerikanischen Invasion des Iraks. In diesem Zusammenhang machte er eine Reihe von Behauptungen über den Irak, und speziell über das angebliche Massenvernichtungswaffenprogramm des Landes und der angeblichen Beziehung der Regierung des Iraks zum Terrornetzwerk AlKaida, die sich nachträglich als stark übertrieben bzw. unzutreffend erwiesen. Wiederholt argumentierte er dabei in Pressekonferenzen, dass es die Aufgabe des irakischen Staatschefs Saddam Hussein, und nicht der US-Regierung, sei den Beweis zu erbringen, dass ein irakisches Programm zur Produktion von Massenvernichtungswaffen bzw. irakische Massenvernichtungswaffen nicht existiere. Bei einer Gelegenheit bestand Fleischer sogar explizit darauf: „Wir haben das gesicherte Tatsachenwissen, dass es dort [im  Irak] [Massenvernichtungs]waffen gibt“ („We know for a fact that there are weapons there.“). Noch 2019 bestand Fleischer darauf, dass es ein "Mythos" sei, dass die Regierung Bush über die Existenz von Massenvernichtungswaffen im Irak Lügen verbreitet habe: Viel mehr habe sie "guten Glaubens und zutreffend" (faithfully and accurately) die Einschätzungen ihrer Nachrichtendienste an die Öffentlichkeit kommuniziert.
Fleischers Agieren und seine öffentlichen Verlautbarungen im Zusammenhang mit dem amerikanischen Vorgehen gegen den Irak wurden zeitgenössisch, wie auch später, häufig als Propaganda bewertet.
Im Zusammenhang mit Kontroversen um angebliche Folterpraktiken, die die US-Regierung im Umgang mit festgesetzten Terrorverdächtigen zur Anwendung brachte (festgestellt wurde, dass Methoden wie Waterboarding, Schlafentzug und erzwungene Nacktheit zur Anwendung gebracht wurden) erklärte Fleischer 2003, dass jeder sich in amerikanischer Gefangenschaft befindende Gefangene "human" und im Einklang mit internationalem Recht behandelt werden würde.  Als die Regierung Obama 2009 eine Untersuchung von Behauptungen, dass die CIA bei Vernehmungen Gefangene misshandelt habe, einleitete, beschrieb Fleischer diese Entscheidung als "ekelhaft" (disgusting) und erklärte, dass er, falls er vorgeladen werden sollte, um hierüber auszusagen, er aussagen würde, weil er stolz darauf sei, dass die Regierung Bush die Vereinigten Staaten in einer gefährlichen Zeit geschützt hätte ("I'm proud of what we did to protect this country.").
Im September 2002 empfahl Fleischer im Vorfeld der deutschen Bundestagswahl des Jahres den Rücktritt der deutschen Justizministerin Hertha Däubler-Gmelin: Die Ministerin hatte in diesem Monat vor einem kleinen Publikum bei einer Zusammenkunft vor Angehörigen der Gewerkschaft IG-Metall in ihrem Wahlkreis erklärt, dass der US-Präsident George W. Bush in der Art, wie er einen offensiven Krieg gegen den Irak vorbereite, sie daran erinnern würde, wie Hitler 1939 seinen Angriffskrieg auf Polen vorbereitet habe, und dass dieses Vorgehen wohl jeweils ein Mittel sei, um die eigene Bevölkerung durch außenpolitische Drohungen bzw. außenpolitische Aggressionshandlungen von innenpolitischen Problemen abzulenken. Däubler-Gmelins Äußerungen wurden durch einen anwesenden Journalisten des Schwäbischen Tagblattes an die Öffentlichkeit gebracht. Fleischer nannte Däubler-Gmelins Äußerungen bei einem Presse-Briefing im Weißen Haus „empörend und unerklärlich“ (outrageous and inexplicable) und sprach sich dafür aus, dass sie von ihrem Amt zurücktreten sollte. Däubler-Gmelin dementierte zunächst, die besagte Äußerung gemacht zu haben, räumte dies aber einige Tage später – nachdem mehrere anwesende Personen bestätigten, dass sie sich der von der Zeitung berichteten Wortwahl bedient hatte – ein und trat kurz nach den Bundestagswahlen von ihrem Amt zurück, um unnötige Belastungen des deutsch-amerikanischen Verhältnisses zu vermeiden.
Im Mai 2003 gab Fleischer bekannt, sein Amt im Weißen Haus aufzugeben, weil er mehr Zeit mit seiner Frau - er hatte im Herbst 2002 geheiratet - verbringen wollte. Sein Nachfolger wurde Scott McClellan.
Seitdem ist Fleischer mit zwei eigenen Firmen im Consulting-Bereich tätig. Unter anderem fungiert er als Medienberater des NFL-Football-Teams Green Bay Packers. Er gehört außerdem zum Board of Directors der Lobbygruppe Republican Jewish Coalition.
In den amerikanischen Medien ist Fleischer bis in die Gegenwart (2025) häufig als Gast, zumal bei rechtsgerichtet/den Republikanern zuneigenden Outles wie Fox News, präsent: Er gibt dabei meist als Interviewgast oder Kommentator Meinungen und Einschätzungen zu jeweils aktuellen politischen oder gesellschaftlichen Ereignissen ab.

## Ehe und Familie
Fleischer heiratete im November 2002 Rebecca Elizabeth Davis in einer interkonfessionellen Zeremonie.

## Veröffentlichungen
- Taking Heat. The president, the press, and my years in the White House. William Morrows, New York 2005, ISBN 0-06-074762-5.